# 마잉주
마잉주(중국어 정체자: 馬英九, 간체자: 马英九, 병음: Mǎ Yīngjiǔ, 한자음: 마영구, 1950년 7월 13일~)는 중화민국의 정치인이다. 제12·13대 중화민국의 총통(2008~2016)을 지냈다.
1950년 홍콩에서 태어나 1993년부터 1996년까지는 법무부장, 1998년부터 2006년까지는 타이베이시장을 맡았다. 2005년 8월 19일에는 제4대 국민당 주석으로 선출되었다. 2008년 중화민국 총통 선거 국민당 후보로 출마하여 당선되었고, 2012년 중화민국 총통 선거에서 재선되었다. 중국 한족(漢族)계의 하카인(客家人) 출신이다.

## 학력
- 대북시립 건국 고등학교
- 국립 타이완 대학교 법학 학사(LL.B.)
- 뉴욕 대학교 법학 석사(LL.M.)
- 하버드 로스쿨 법학박사(S.J.D.)

## 약력
- 1981년~1988년 총통부 제1국 부국장
- 1984년~1988년 중국국민당 중앙위원회 부비서장
- 1988년 총통부 비서
- 1988년~1993년 중국국민당 중앙위원회 중앙위원
- 1988년~1991년 행정원연구발전고핵위원회 주임위원
- 1988년-현재 행정원 대륙공작회보 집행비서
- 1990년-현재 국가통일위원회 연구위원
- 1991년-현재 국민대회 대표
- 1991년~1996년 행정원 대륙위원회 위원
- 1991년~1993년 행정원 대륙위원회 부주임위원
- 1991년~1993년 행정원 대륙위원회 발언인
- 1993년~1996년 11대 법무부장
- 1993년~현재 중국국민당 중앙위원회 중앙위원
- 1993년~1996년 중앙선거위원회 위원
- 1996년~1997년 행정원 정무위원
- 1998년~현재 국립정치대학 법률계 부교수
- 1998년~2006년 제22·23대 타이베이시 시장
- 2005년~2007년 4대 중국국민당 당주석
- 2008년 5월 20일 제12대 중화민국 총통에 취임
- 2012년 1월 14일 제13대 중화민국 총통에 재선
- 2016년 5월 20일 제13대 중화민국 총통에 퇴임
- 2016년 9월~2018년 9월 둥우 대학 법학과 교수

## 역대 선거 결과
| 선거명             | 직책명 | 선거구      | 대수 | 정당   | 득표율 | 득표수      | 결과 | 당락 |
| ------------------ | ------ | ----------- | ---- | ------ | ------ | ----------- | ---- | ---- |
| 1998년 직할시 선거 | 시장   | 타이베이시  | 2대  | 국민당 | 51.13% | 766,377표   | 1위  | 당선 |
| 2002년 직할시 선거 | 시장   | 타이베이시  | 3대  | 국민당 | 64.11% | 873,102표   | 1위  | 당선 |
| 2008년 총통 선거   | 총통   | 타이완 지구 | 12대 | 국민당 | 58.45% | 7,659,014표 | 1위  | 당선 |
| 2012년 총통 선거   | 총통   | 타이완 지구 | 13대 | 국민당 | 51.60% | 6,891,139표 | 1위  | 당선 |

## 같이 보기
- 2008년 중화민국 총통 선거
- 2012년 중화민국 총통 선거
- 중화민국의 대외 관계